# Echinocereus davisii
Echinocereus davisii es una especie de planta suculenta perteneciente al género Echinocereus, dentro de la familia Cactaceae. Es endémica del suroeste de Texas (Estados Unidos) y es extremadamente diminuta. Se considerada la especie más pequeña del género y uno de los cactus más pequeños del mundo.   

## Descripción
Echinocereus davisii es una especie de cactus de tamaño muy reducido que normalmente crece de forma solitaria. Tiene hábito geófito, ya que permanece mayormente enterrada, y rara vez forma hijuelos. Presenta forma esférica u ovoide y alcanza de 1 a 3 cm de altura, con diámetros de 1 a 2,5 cm (aunque los especímenes cultivados pueden crecer hasta 8 cm de alto y 6 cm de diámetro). Su epidermis es de color verde oscuro y sus raíces, inicialmente fibrosas y ramificadas, se vuelven tuberosas con la edad.

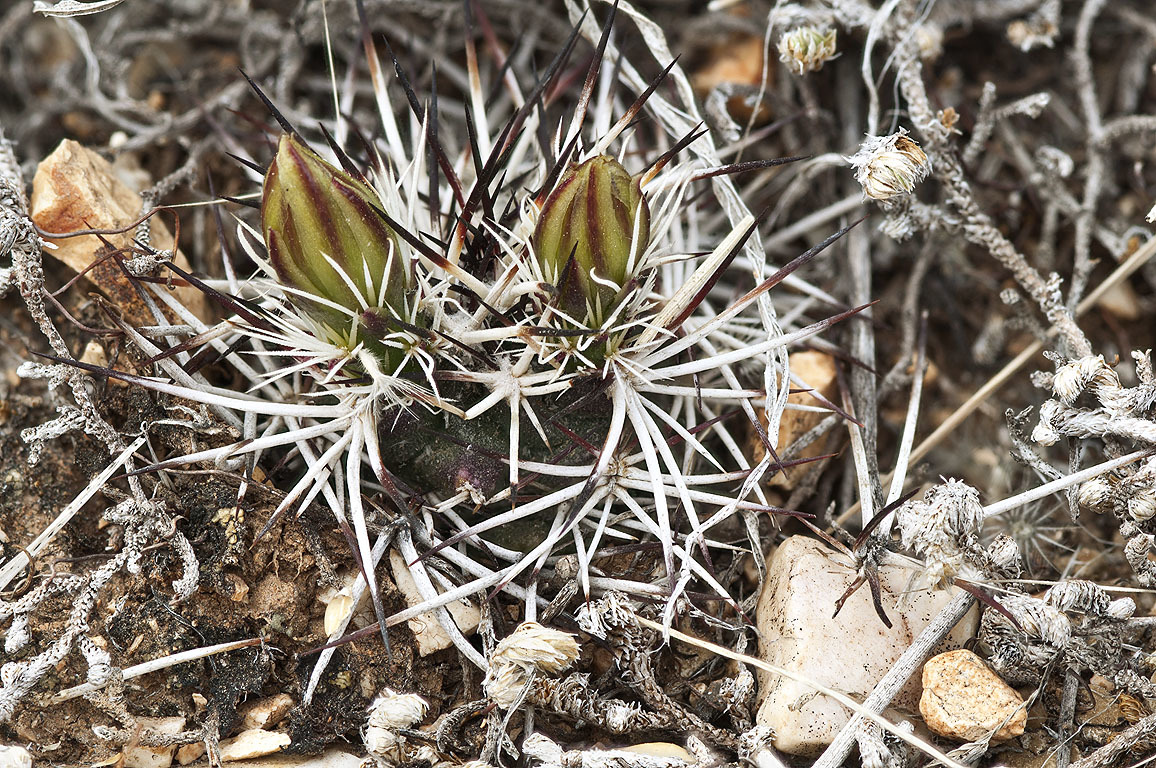
Detalle de las yemas florales y las espinas

La planta desarrolla entre 6 y 10 costillas ligeramente tuberculadas, que miden de 4 a 6 mm de ancho y de 3 a 5 mm de alto. Las areolas, de forma redondeada y unos 2 mm de largo, se disponen a una distancia aproximada de 10 mm entre sí.
Las espinas pueden ser blancas, grises, rojizas o marrones, y se disponen de forma saliente con una leve curvatura. Suele presentar una espina central, de 1 a 1,2 cm de largo, aunque en ocasiones está ausente. También desarrolla entre 8 y 18 espinas radiales, de 0,5 a 1,3 cm de longitud. En ejemplares jóvenes, las espinas son pectinadas o pinnadas, de color blanco y se mantienen cerca del cuerpo.

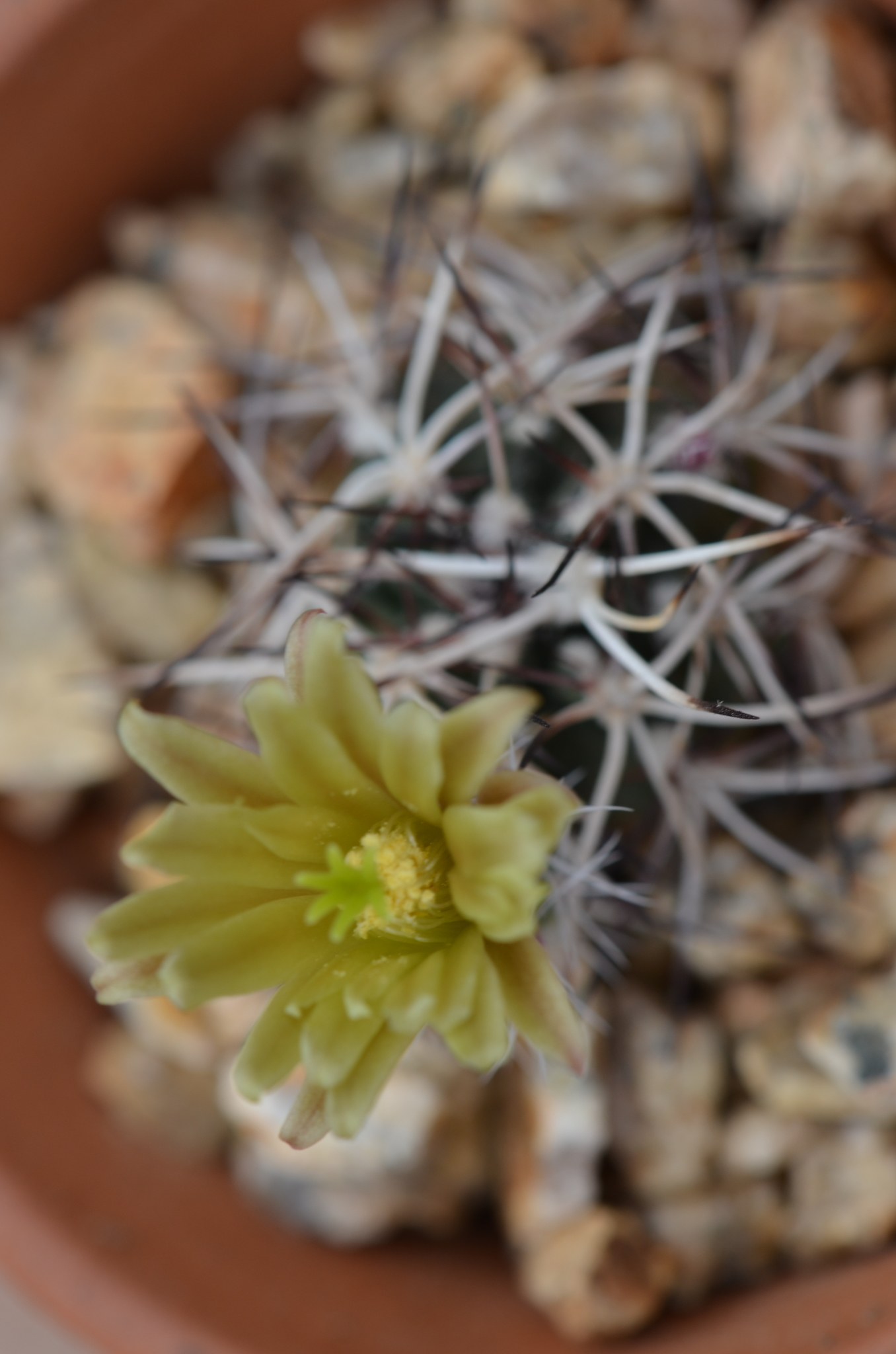
Detalle de la flor

Las flores tienen forma de embudo, se abren por completo y presentan un aroma a limón. Son de color amarillo verdoso, con una raya central más oscura. Miden de 1,5 a 2 cm de largo y de 1,5 a 2 cm de diámetro. La yema floral, inicialmente redonda y de color rojo anaranjado, se vuelve verde marrón y puntiaguda con el desarrollo.
El tubo floral mide de 5 a 8 mm y el ovario alcanza unos 5 mm de largo. Ambos son de color verde y presentan areolas con 5 a 12 espinas blancas, con la punta oscura, de entre 0,5 y 1 cm de longitud. Los pétalos miden de 1 a 1,8 cm de largo y de 1,5 a 2 cm de ancho. La cámara de néctar alcanza aproximadamente 1 mm. Los estambres presentan filamentos blanco verdosos de 0,8 a 1,3 cm y anteras amarillas. El estilo, de color verdoso, mide 2 cm y el estigma posee de 5 a 7 lóbulos de hasta 3 mm, de color verde.
Los frutos son ovalados y maduran en un periodo de 1,5 a 2 meses. Miden de 0,8 a 1,1 cm de largo y de 0,4 a 0,8 cm de diámetro. Son de color verde con tonos rojizos. La pulpa es escasa o nula, de textura seca y color blanco. Al madurar, los frutos se abren y liberan semillas negras de 0,9 a 1 mm, con testa perforada y cubierta de verrugas pronunciadas. Cada fruto contiene generalmente menos de 40 semillas. Esta especie es diploide, con un número de cromosomas de 2n = 22.
La floración y la fructificación se producen en plantas de 3 a 4 años. El período de floración en cultivo es en primavera y suele durar entre 10 y 20 días (aunque este período debe ampliarse en condiciones de crecimiento favorables). Las flores se abren por la mañana hasta la tarde y de nuevo durante 3 o 4 días tras cerrarse por la noche.

## Distribución y hábitat
El área de distribución nativa de esta especie es el suroeste de Texas (Estados Unidos). Habita principalmente en biomas desérticos o de matorrales secos y crece en colinas planas sobre suelos ricos en arena de cuarzo, a altitudes que oscilan entre los 1200 y los 1300 metros sobre el nivel del mar.

## Ecología
Esta especie generalmente crece oculta en esteras de Selaginella peruviana, pero también entre rocas y bajo arbustos. A veces, en períodos de sequía, las plantas se encogen bastante por debajo del nivel del suelo. 
Las especies de cactus asociadas a esta planta incluyen Echinocereus viridiflorus, Thelocactus bicolor, Pelecyphora hesteri, Pelecyphora minima, Opuntia macrocentra, Echinocereus stramineus y Mammillaria heyderi. En la misma zona también es posible encontrar una escasa vegetación arbustiva y herbácea compuesta por: Sidneya tenuifolia, Vachellia constricta, Bouteloua ramosa, Munroa pulchella, Larrea tridentata, Agave lechuguilla, Yucca elata, Yucca treculiana, Dasylirion leiophyllum, Nolina texana, Zinnia acerosa y Thymophylla pentachaeta.

## Taxonomía
Echinocereus davisii fue descrita por el botánico estadounidense Arthur Duvernoix Houghton y publicada por primera vez en la revista científica Cactus and Succulent Journal 2 (11): 466 en 1931.
Etimología
- Echinocereus: nombre genérico formado a partir de las palabras latinas ĕchīnus (que significa ‘erizo’) y cereus (que se traduce como 'vela' o 'cirio'), en alusión a los tallos cortos, columnares y espinosos que presentan las especies de este género.[6]
- davisii: epíteto específico otorgado en honor al comerciante de cactus estadounidense Allie R. Davis, descubridor de la especie.[1][7]

## Usos

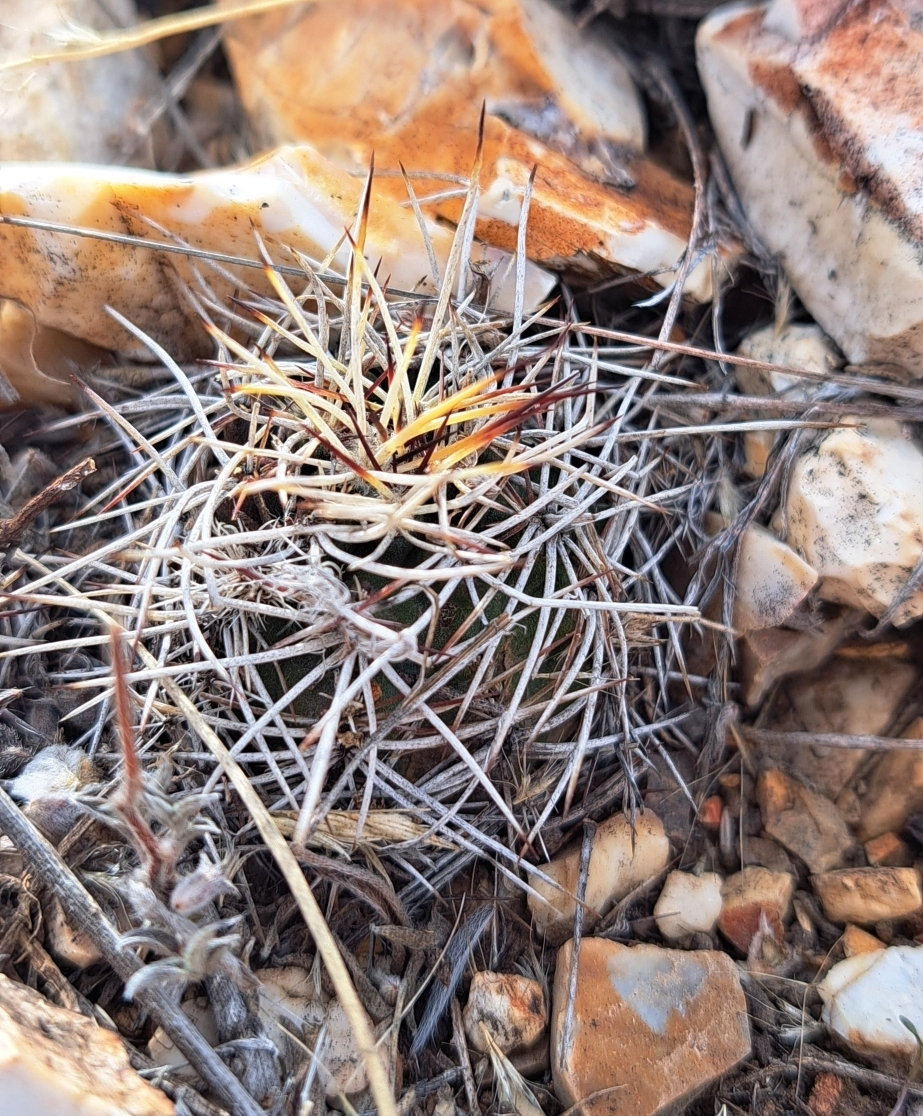
Planta en su hábitat

Echinocereus davisii se cultiva principalmente como planta ornamental. En condiciones adecuadas, florece con facilidad tras un periodo de reposo invernal. Su pequeño tamaño y flores aromáticas la hacen ideal para la observación de cerca, y es habitual cultivarla en estanterías para evitar daños por roedores o caracoles. Prefiere un sustrato mineral, bien drenado y con bajo contenido en materia orgánica. Requiere una maceta profunda que permita el desarrollo de su raíz principal, y conviene trasplantarla cada 2 o 3 años. Por su sensibilidad a la pudrición, necesita un recipiente con excelente drenaje y compost muy poroso.
Tolera temperaturas invernales de 5 a 15 °C si permanece completamente seca. En época de crecimiento necesita riegos moderados, evitando el exceso de agua y la sombra, que pueden afectar su forma. En invierno debe mantenerse seca y ventilada, sin humedad ambiental elevada. Necesita luz brillante, algo de sol directo y protección ante el sol intenso, que puede provocar quemaduras. Una exposición luminosa favorece la floración y la formación de espinas. Tolera bien el frío hasta -10 °C en periodos breves si el sustrato se mantiene seco.
Durante la temporada activa, se recomienda fertilizar con productos ricos en potasio y fósforo, pero con poco nitrógeno, ya que este ablanda los tejidos y favorece la retención de agua. Suele mantenerse libre de plagas si recibe buena luz, ventilación y se cultiva en mezcla mineral. No obstante, puede verse afectada por ácaros como la araña roja, cochinillas (especialmente en las raíces), y podredumbre si se riega en exceso. Se propaga por semillas o esquejes, aunque estos últimos no siempre están disponibles. Las semillas germinan en 7 a 14 días a 21–27 °C en primavera. Las plántulas deben crecer con buena ventilación, sin exposición directa al sol, y no deben manipularse hasta que desarrollen un buen sistema radicular. Luego pueden trasplantarse a macetas individuales.